# Stadler Rail

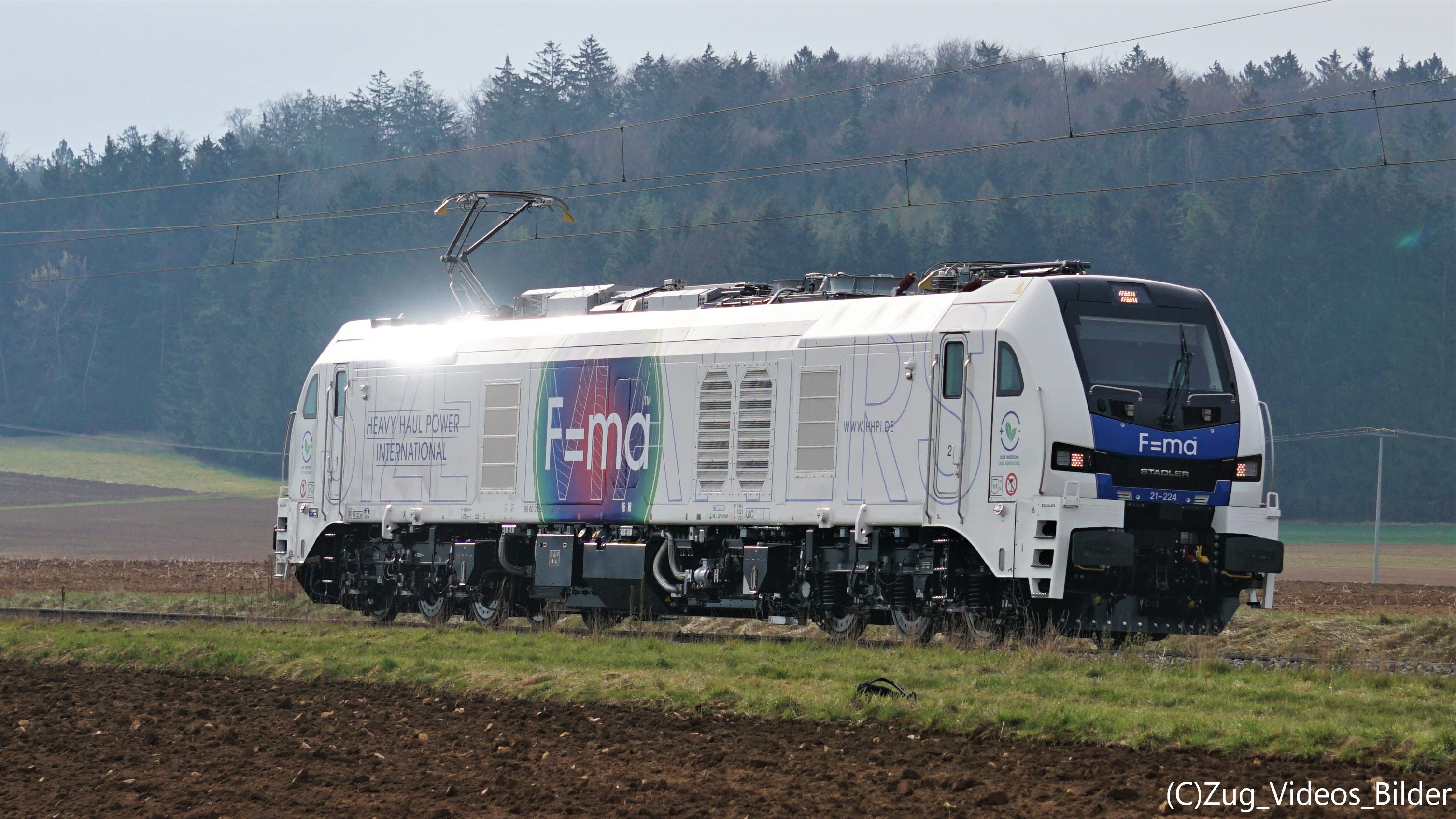
En Eurodual

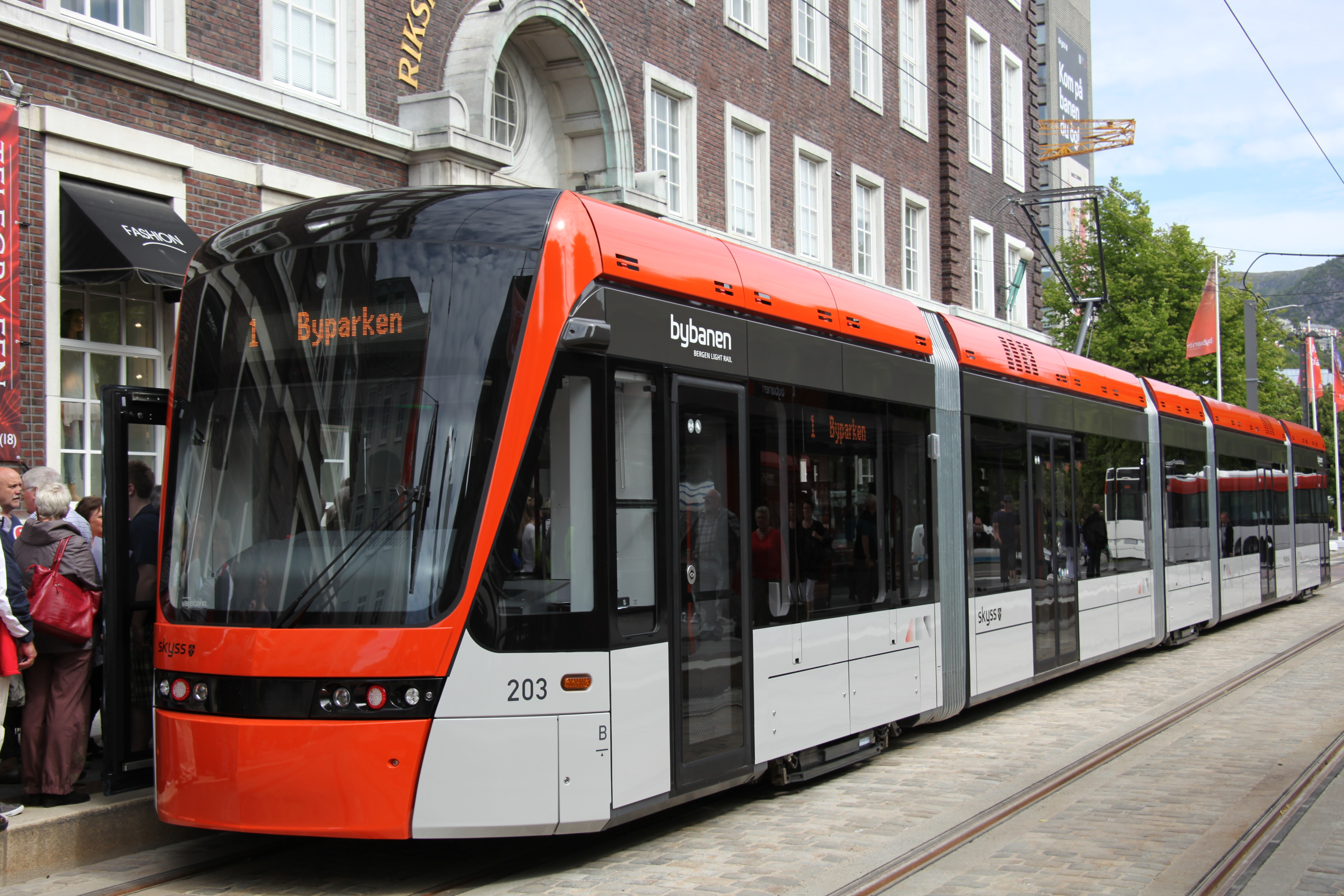
En Variobahn på Bybanen i Bergen

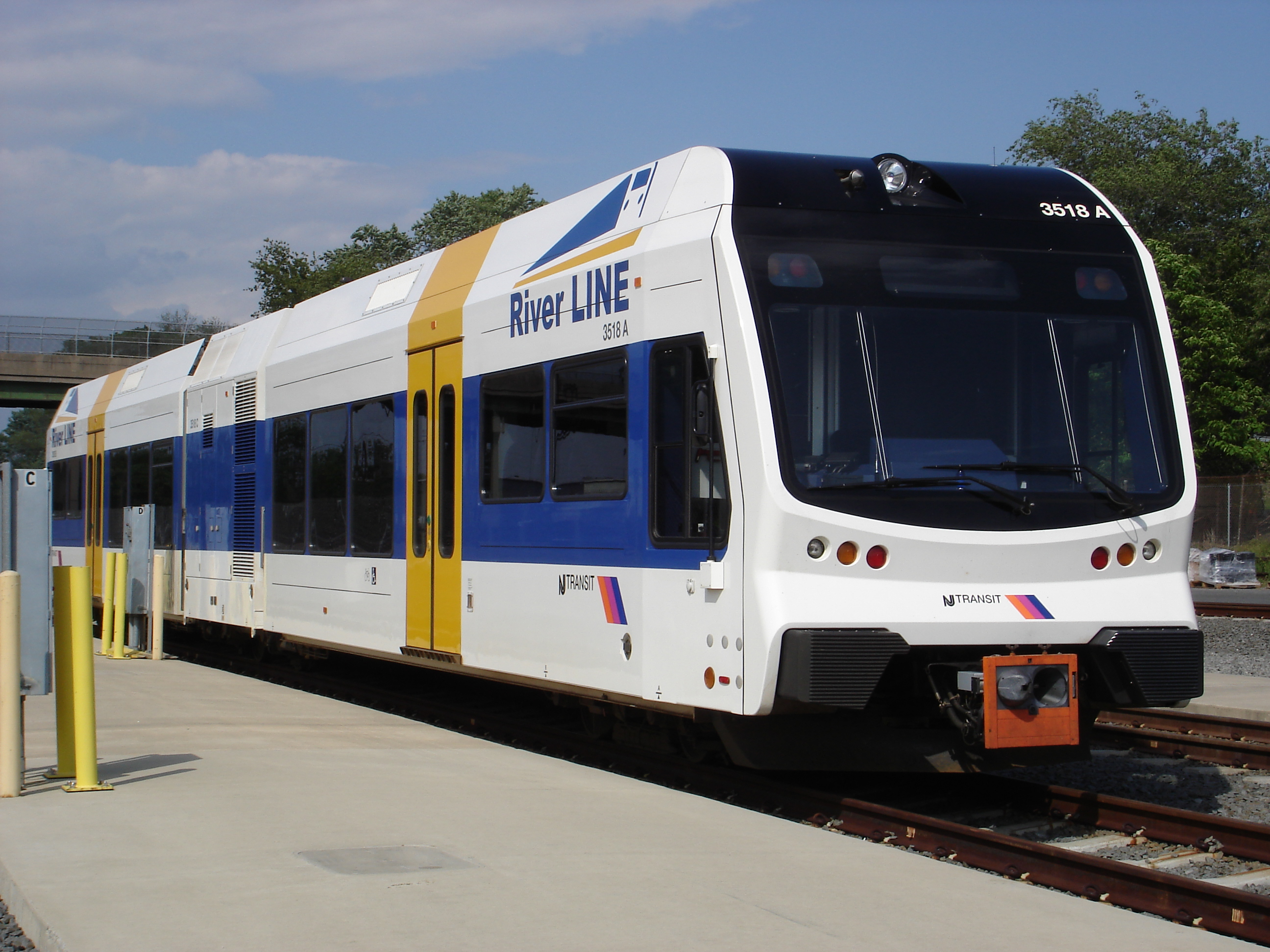
En GTW motorvagn på New Jersey Transit River Line i USA

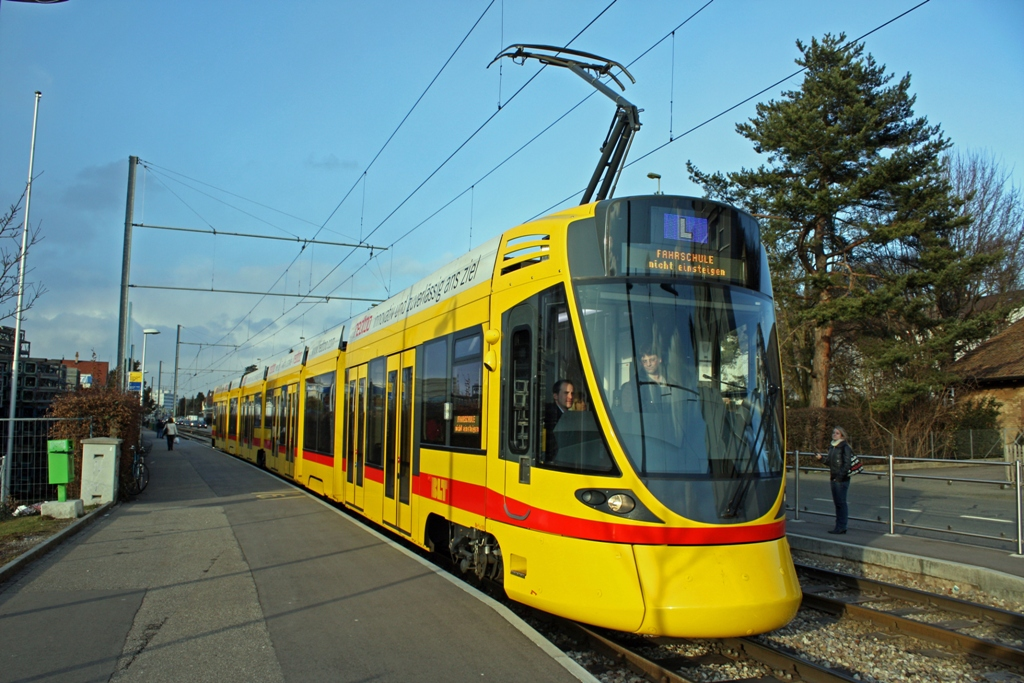
En Tango i Basel i Schweiz

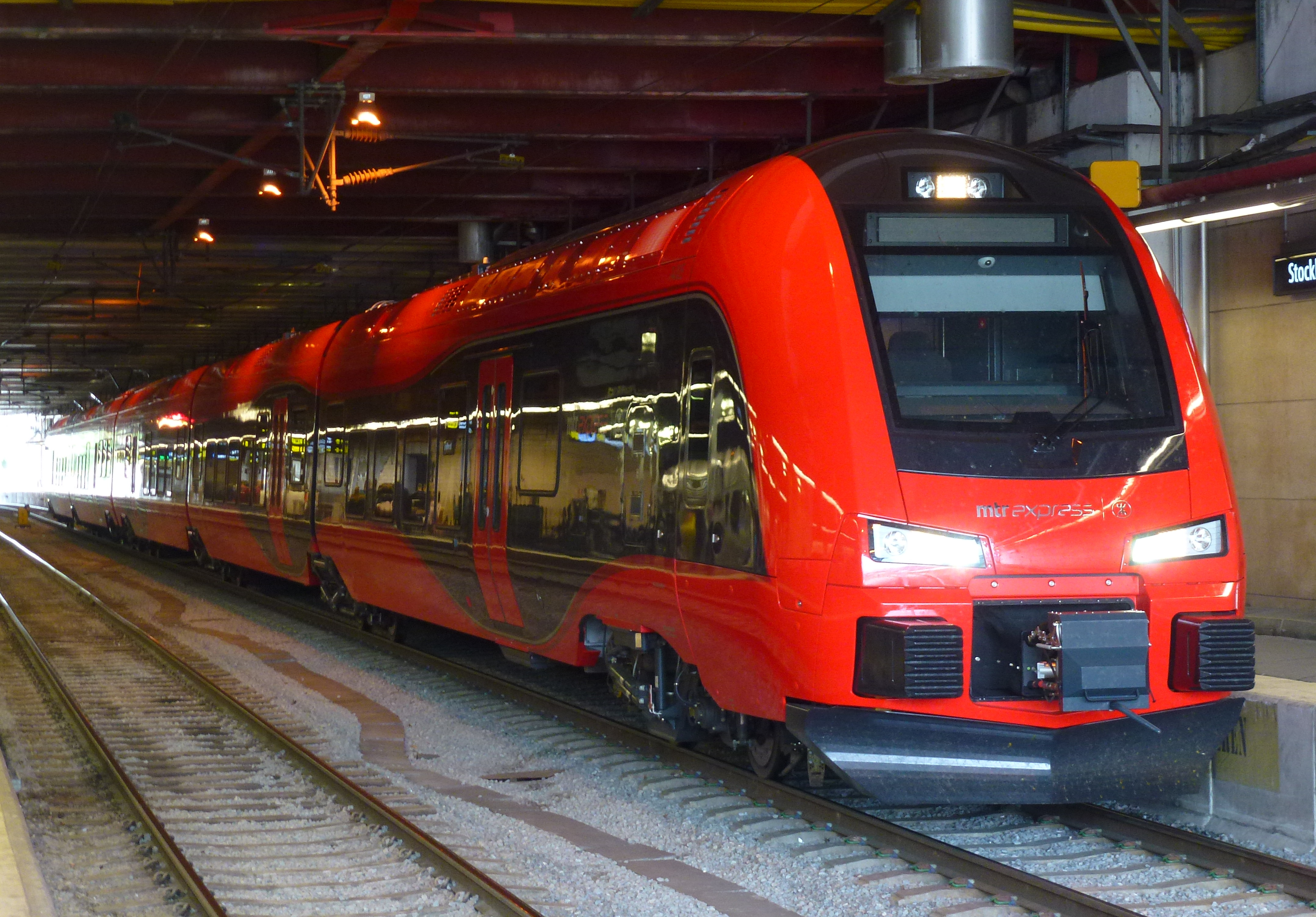
Ett X74-tåg från MTRX (numera VR Snabbtåg Sverige

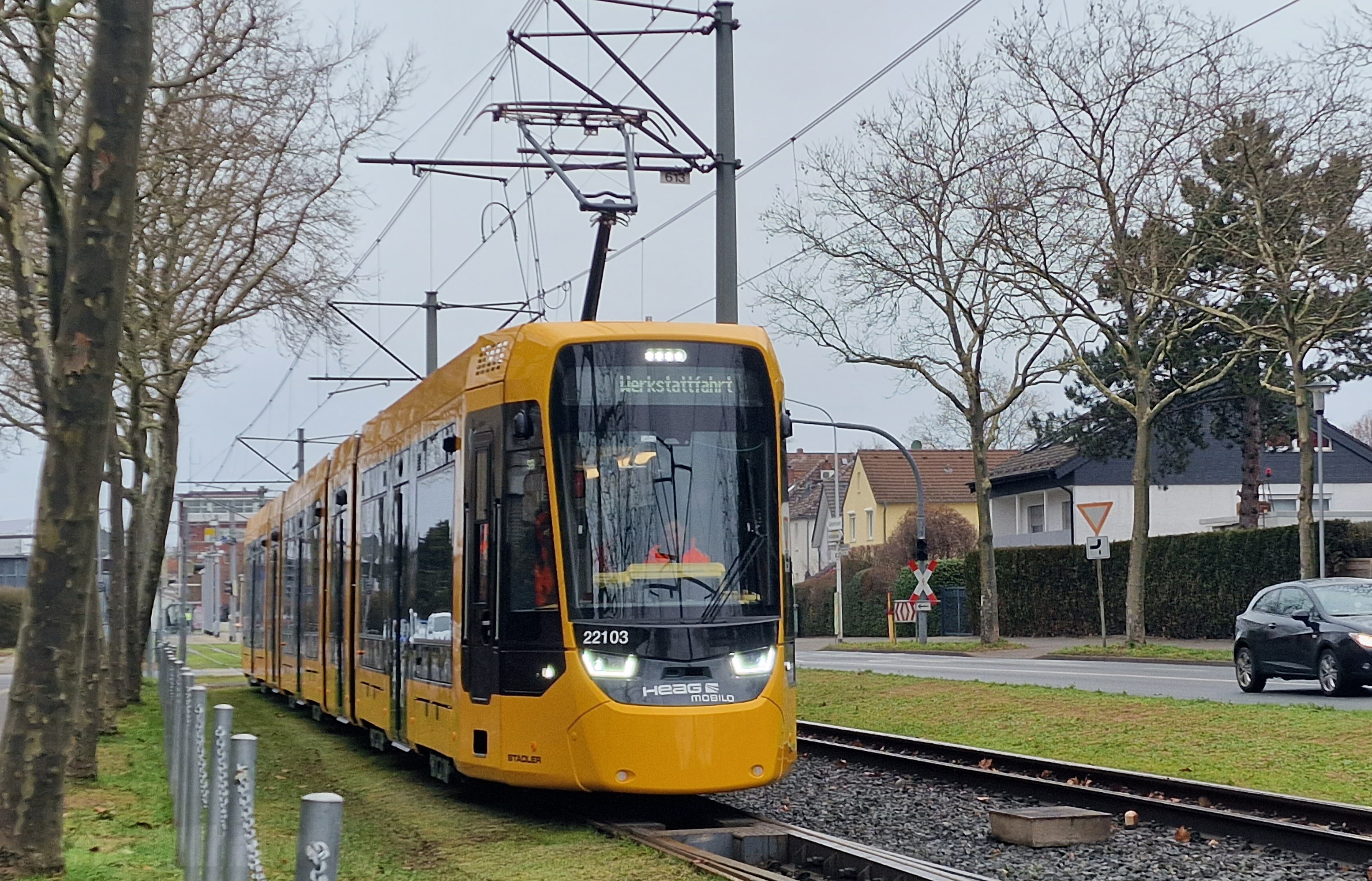
En Tina i Darmstadt i Tyskland

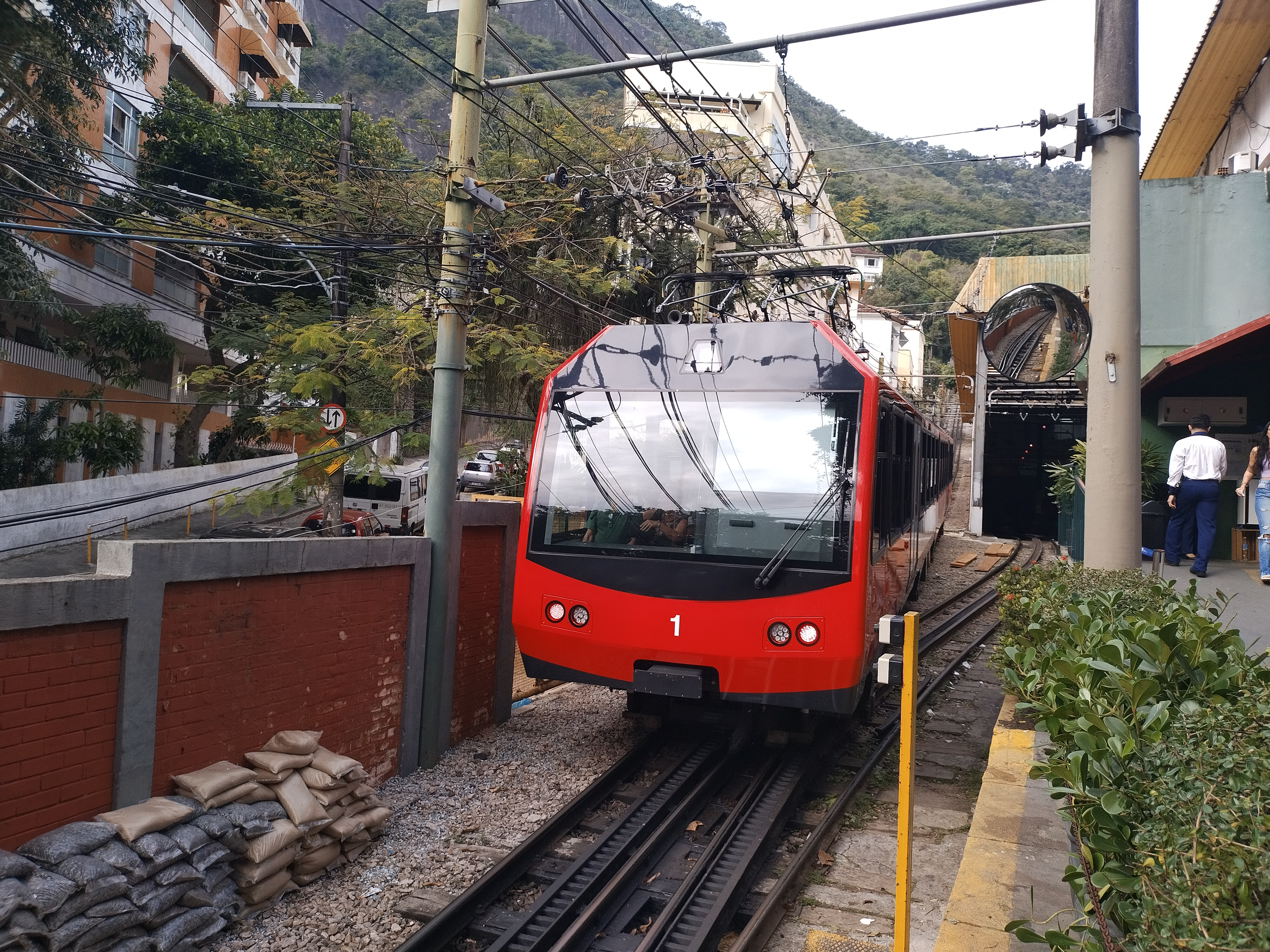
Tåg på kuggstångsbanan Trem do Corcovado i Rio de Janeiro

Stadler Rail är en schweizisk tillverkare av motorvagnståg för regional och lokal trafik, spårvagnar, järnvägsvagnar och lok. Företaget grundades 1942 och har huvudkontor i Bussnang i Schweiz och fabriker i Schweiz, Tyskland, Spanien och Polen.

## Historik
År 1942 grundade Ernst Stadler Ingenieurbüro Stadler i Zürich i Schweiz. Bolaget flyttade till Wädenswil 1945 och tillverkade små växellok. Bolaget gick i konkurs 1951. Ernst Stadler kom att arbeta för olika uppdragsgivare inom verkstadsindustrin. Han startade en egen verkstad igen och 1962 byggdes en större verkstad i Bussnang. Bolaget blev 1974 Stadler Fahrzeuge AG.

## Produkter

### Lokomotiv
| Namn      | Typ       | Drivmedel | Längd | Toppfart     |
| --------- | --------- | --------- | ----- | ------------ |
| Lokomotiv |           |           |       |              |
| Eurodual  | Lokomotiv | El/Diesel | 23 m  | 120/160 km/h |

### Motorvagnar
| Namn             | Typ                   | Drivmedel | Längd     | Toppfart       |
| ---------------- | --------------------- | --------- | --------- | -------------- |
| Motorvagnar      |                       |           |           |                |
| Flirt            | Regional/lokaltåg     | El        | 42-105 m  | 160/200 km/h   |
| GTW              | Kort motorvagnståg    | Diesel/el | 38-55 m   | 120/140 km/h   |
| KISS/DOSTO       | Dubbeldäckare         | El        | 100-150 m | 160 km/h       |
| RegioShuttle RS1 | Kort oledad motorvagn | Diesel    | 25 m      | 120 km/h       |
| Variobahn        | Spårvagn              | El        | 27-45 m   | 70/80/100 km/h |

### Spårvagnar
| Namn       | Typ      | Drivmedel | Längd   | Toppfart          |
| ---------- | -------- | --------- | ------- | ----------------- |
| Spårvagnar |          |           |         |                   |
| Tina       | Spårvagn | EL        | 43-45 m | 80 km/h           |
| Tango      | Spårvagn | El        | 27-33 m | 60/70/80/100 km/h |
| Variobahn  | Spårvagn | El        | 27-45 m | 70/80/100 km/h    |

Stadler tillverkar också specialanpassade tåg för tunnelbanor och smalspårsbanor som kräver smalare bredd och höjd och har andra speciella krav.

## Sverige
Modellen Flirt rullar i Sverige mellan Stockholm och Göteborg, ägda av VR Snabbtåg Sverige. Även norska Vy kör tåg av modellen i regional och lokal trafik.
Mälardalstrafik har totalt 53 st KISS/DOSTO dubbeldäckare för regionaltrafik i Mälardalen.
I augusti 2016 beställde SL 22 st specialbyggda tåg kallade X15p för den smalspåriga Roslagsbanan.